# Dendropsophus minimus
Espèce
Synonymes
- Hyla minima Ahl, 1933

Statut de conservation UICN

 DD  : Données insuffisantes
Dendropsophus minimus est une espèce d'amphibiens de la famille des Hylidae.

## Répartition
Cette espèce est endémique du Brésil. Elle se rencontre à Santarem dans l'État du Pará.

## Publication originale
- Ahl, 1933 : Über einige neue Frösche aus Brasilien. Zoologischer Anzeiger, vol. 104, no 1/2, p. 25-30.